# Ґонсьорувек
Ґонсьорувек (пол. Gąsiorówek) — село в Польщі, у гміні Сьверче Пултуського повіту Мазовецького воєводства.
Населення — 61 особа (2011).
У 1975-1998 роках село належало до Цехановського воєводства.

## Демографія
Демографічна структура станом на 31 березня 2011 року:
|          | Загалом | Допрацездатний вік | Працездатний вік | Постпрацездатний вік |
| -------- | ------- | ------------------ | ---------------- | -------------------- |
| Чоловіки | 31      | 5                  | 20               | 6                    |
| Жінки    | 30      | 9                  | 13               | 8                    |
| Разом    | 61      | 14                 | 33               | 14                   |